# Миколаївський монастир (Рильськ)

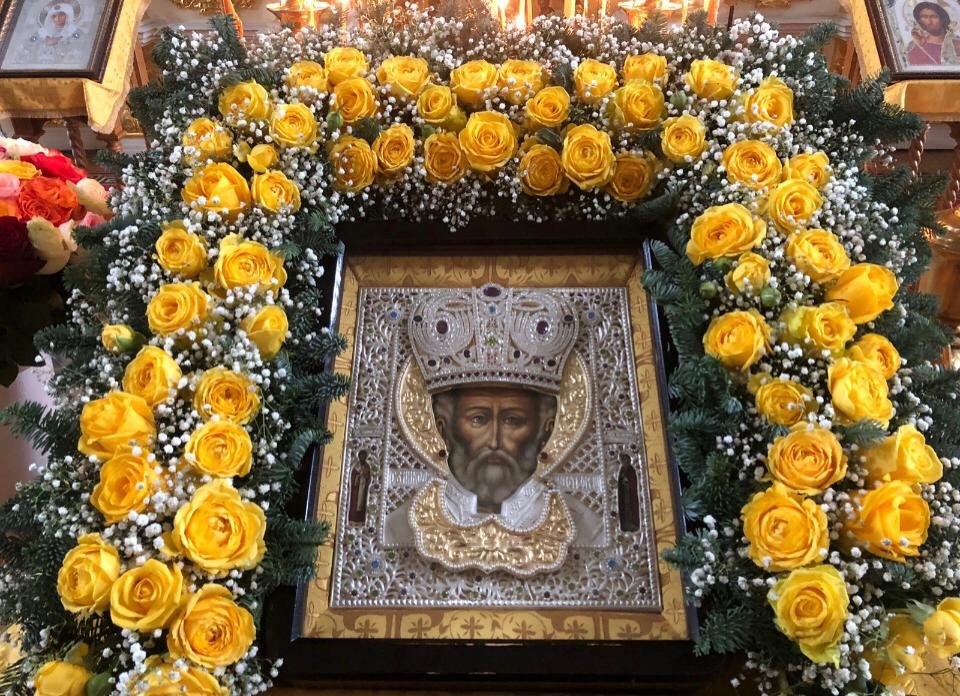
Храмова ікона Миколи чудотворця (копія втраченого чудотворного образу). Микільський храм монастиря

Рильський Миколаївський монастир — чоловічий монастир Курської єпархії Російської православної церкви, розташований на пагорбі на околиці села Пригородня Слобідка Курської області, на протилежному від міста Рильська березі річки Рило.

## Історія
Точна дата заснування невідома, перша згадка в офіційних документах — 1505 рік. У Смутні часи монастир був зруйнований польсько-литовським військом.
У 1733 році була закладена, а в 1783 році — освячена перша кам'яна церква Воздвиження Хреста Господнього. Друга кам'яна Церква Трійці Живоначальної була побудована в 1747 році, третя — Церква Миколи Чудотворця — в 1757 році, що нині є соборним храмом монастиря. У 1740-х роках було споруджено п'ятиярусну дзвіницю, і в той же час споруджено надбрамну вежу із 2,5-тонними дзвоном, знесену в 1949 році.
У 1784 році при монастирі було відкрито духовне училище.
У 1794 році було збудовано ще один храм — на честь Охтирської ікони Божої Матері (знесений на початку XX століття).
У році 1820 духовне училище стало чотирикласним, а в 1876 перемістилося в Рильськ. У 1824 році в обителі проїздом побував імператор Олександр I.
На хвилі боротьби з церквою в СРСР у 1925 році монастир був закритий.
З 5 жовтня 1941 року по 30 серпня 1943 року монастир був окупований німецько-фашистськими загарбниками.
17 червня 1991 року обитель було повернуто Російській православній церкві, і вже 16 жовтня 1991 року розпочато богослужіння у Миколаївському храмі. Відновленням займався старець архімандрит Іполит (Халін).

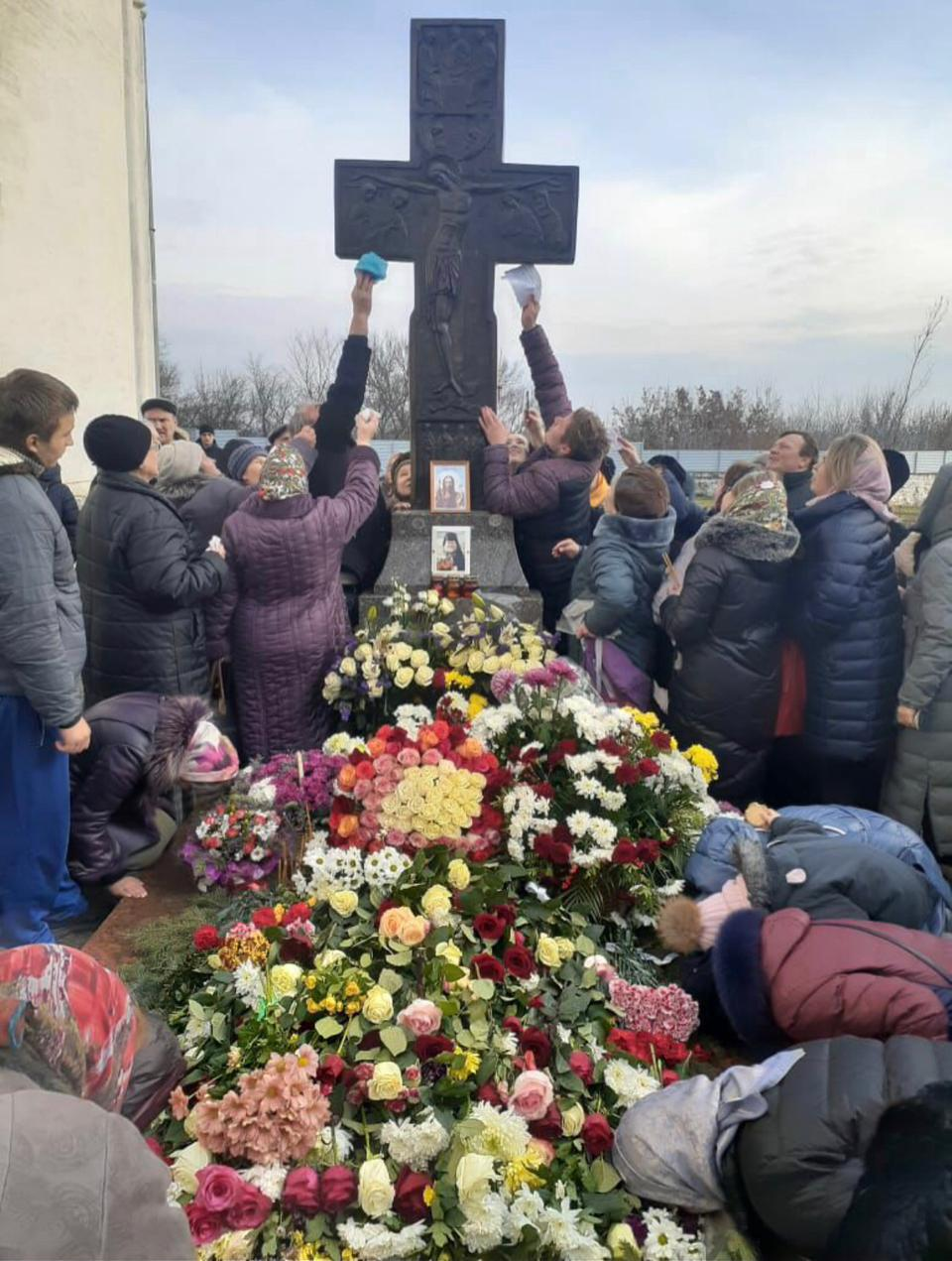
Паломники на могилі старця Іполита в Рильському монастирі

## Література

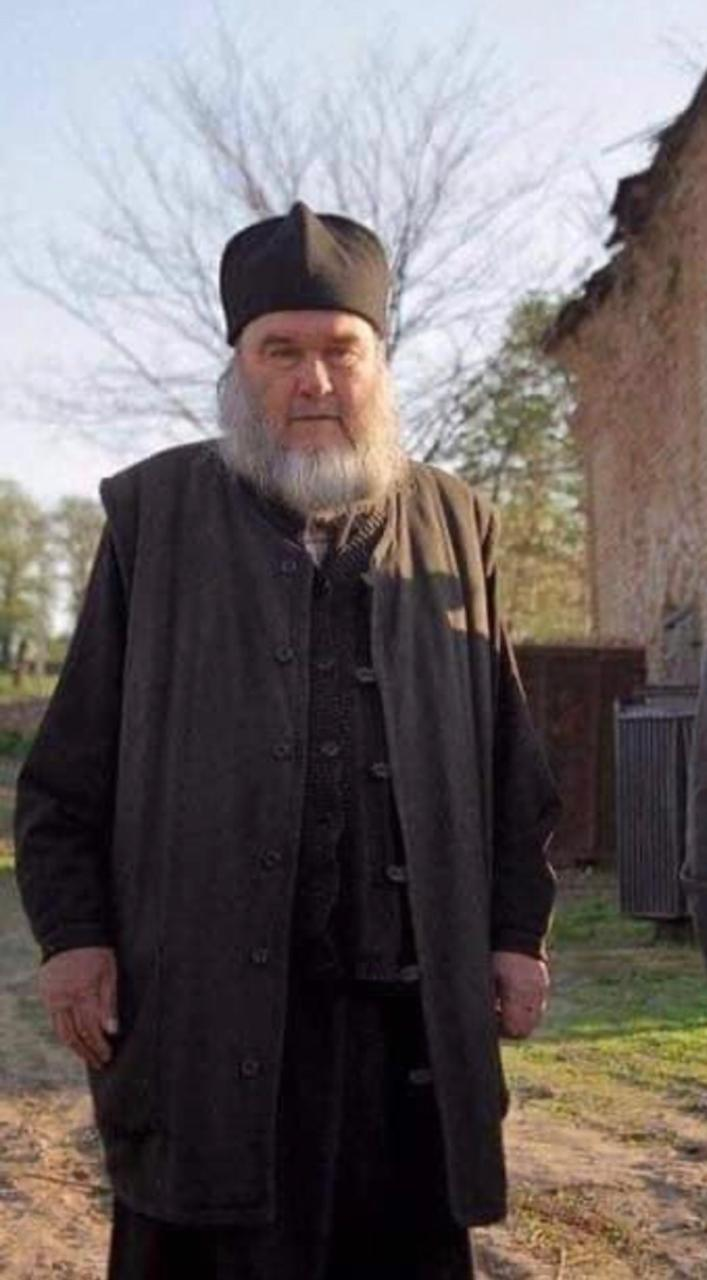
Настоятель Рильського монастиря (з 1991 по 2002) архімандрит Іполит (Халін)